# My Sacrifice
"My Sacrifice" é uma canção da banda de rock americana Creed, sendo a sexta faixa e primeiro single do álbum Weathered (2001). A canção alcançou a posição #4 na Billboard Hot 100 singles em 09 de fevereiro de 2002 e #1 na Mainstream Rock Tracks chart por 9 semanas consecutivas, a partir de dezembro de 2001. Ele foi destaque em uma série de vídeos de tributo promocionais feitas pela World Wrestling Entertainment , detalhando o que o então World Wrestling Federation Superstars passou. Os vídeos promocionais encerrado em fevereiro de 2002.[carece de fontes?]
A canção foi nomeada para o Prêmio Grammy de "Melhor Performance Rock por um Grupo com Vocal" em 2002. Também foi tocada durante a cerimônia de encerramento dos Jogos Olímpicos de Inverno de 2002.

## Paradas musicais
| País/Parada (2001–02)                              | Melhor posição |
| -------------------------------------------------- | -------------- |
| Austrália (ARIA)                                   | 11             |
| Europa (Eurochart Hot 100)                         | 86             |
| Alemanha (Offizielle Deutsche Charts)              | 79             |
| Irlanda (IRMA)                                     | 15             |
| Países Baixos (Single Top 100)                     | 44             |
| Nova Zelândia (Recorded Music NZ)                  | 16             |
| Escócia (Scottish Singles Chart)                   | 12             |
| Suíça (Schweizer Hitparade)                        | 92             |
| Reino Unido (UK Singles Chart)                     | 18             |
| Reino Unido (OCC UK Rock and Metal)                | 2              |
| Estados Unidos (Billboard Hot 100)                 | 4              |
| Estados Unidos (Billboard Adult Alternative Songs) | 19             |
| Estados Unidos (Billboard Adult Top 40)            | 3              |
| Estados Unidos (Billboard Alternative Airplay)     | 2              |
| Estados Unidos (Billboard Mainstream Rock)         | 1              |
| Estados Unidos (Billboard Mainstream Top 40)       | 6              |